# Sergio Pininfarina
Sergio Pininfarina, nato con il cognome di Farina (Torino, 8 settembre 1926 – Torino, 3 luglio 2012), è stato un imprenditore, carrozziere e designer italiano.

## Biografia
Cugino del campione di Formula 1 Nino Farina, Sergio Farina diventa il presidente dell'omonima azienda di carrozzerie alla morte del padre Battista "Pinin" Farina che ne fu il fondatore.
Il diminutivo "Pinin" è stato aggiunto all'originario cognome "Farina" nel 1961, con decreto del presidente della Repubblica Giovanni Gronchi.
Consegue la laurea in ingegneria meccanica nel 1950 al Politecnico di Torino, approfondendo le sue conoscenze nel Regno Unito e negli Stati Uniti. L'azienda Pininfarina diviene famosa negli anni cinquanta per l'eleganza delle carrozzerie realizzate e, soprattutto, per il disegno sempre all'avanguardia, garantendo così un successo ininterrotto della marca Pininfarina riconosciuto tutt'oggi in tutto il mondo.

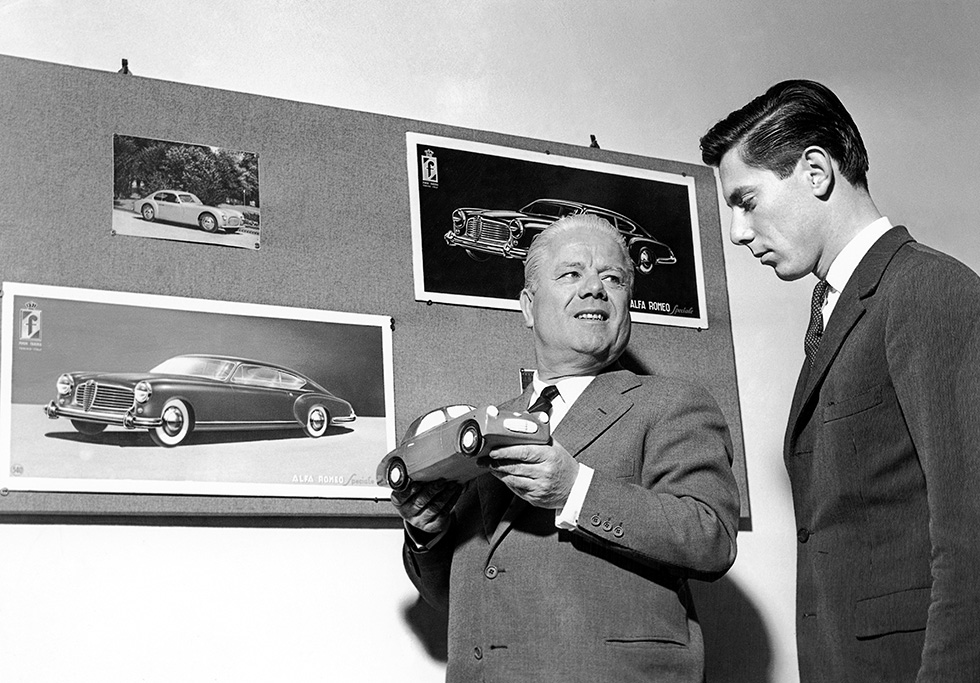
Sergio Farina (a destra) insieme al padre Battista negli uffici Pininfarina nel 1950.

Sergio Pininfarina negli anni 1960, davanti alla Ferrari 400 Superamerica di Gianni Agnelli.

A partire dagli anni ottanta Pininfarina riconosce l'importanza dell'aerodinamica dei suoi modelli e concentra tutti i suoi sforzi nel migliorare i modelli non solo da un punto di vista estetico ma soprattutto aerodinamico, raggiungendo così il risultato di stabilirsi anche come punto di riferimento per le carrozzerie di macchine sportive e veloci eseguendo dei modelli persino per la Ferrari. In precedenza aveva avuto un'esperienza politica: alle elezioni europee del 1979 si candidò con il Partito Liberale Italiano, risultando eletto.
Cinque anni dopo conferma il suo seggio a Strasburgo, sempre col PLI: si dimette però da europarlamentare nel 1988, anno in cui diverrà presidente della Confindustria, conservando tale carica fino al 1992. Nel 1991 a Detroit gli viene assegnato il "Designer Lifetime Achievement Award" come migliore designer automobilistico del mondo. È stato presidente del comitato scientifico-didattico dell'ISIA di Roma. L'industriale italiano è stato nominato senatore a vita dal Presidente della Repubblica Carlo Azeglio Ciampi il 23 settembre 2005.
Pur avendo votato per il candidato ufficiale del centrodestra Giulio Andreotti come presidente del Senato il 19 maggio 2006 ha votato la fiducia al governo Prodi II; successivamente non ha partecipato ad alcuna votazione del Senato fino al 21 febbraio 2007, giorno in cui si è astenuto sulla mozione della maggioranza sulla politica estera. Il 28 febbraio seguente, quando l'esecutivo fu rinviato al Senato dal Capo dello Stato Giorgio Napolitano per ottenere nuovamente la fiducia, Pininfarina ed Andreotti non parteciparono al voto, confermando di fatto la sfiducia e il ritorno alle urne.
Il 12 agosto 2008 in seguito alla morte del figlio Andrea, il figlio Paolo diventò il nuovo Presidente di Pininfarina S.p.A..
Sergio Pininfarina è morto il 3 luglio 2012, nella sua casa di Torino, all'età di 85 anni, dopo una lunga malattia. È sepolto nel Cimitero monumentale di Torino.

## Riconoscimenti
Nel 2002 gli furono assegnati il Premio Internazionale Gerolamo Cardano, e la Laurea honoris causa in Disegno Industriale dal Politecnico di Milano.